# インディアンリバー郡 (フロリダ州)
インディアンリバー郡（英: Indian River County）は、アメリカ合衆国フロリダ州のフロリダ半島南部トレジャー海岸に位置する郡である。人口は15万9788人（2020年）。郡庁所在地はベロビーチであり、同郡で人口最大の都市はセバスチャンである。
インディアンリバー郡はその全体でセバスチャン・ベロビーチ大都市圏を構成している。一人当たり収入では州内第6位、全国でもトップ100に入る郡である。

## 歴史
インディアンリバー郡となった地域は1821年までスペイン領東フロリダに属していた。1822年にセントジョンズ郡の一部となり、1824年にはモスキート郡（現在のオレンジ郡）に属し、1844年にモスキート郡の一部がセントルシア郡となった。1855年セントルシア郡はブレバード郡と改名された。1905年、ブレバード郡南部からセントルーシー郡が作られ、1925年、セントルーシー郡北部からインディアンリバー郡が設立された。郡名は郡東部の海岸に並ぶインディアンリバー・ラグーンから採られた。

## 郡政府
インディアンリバー郡は5人の委員からなる郡政委員会によって統治されている。

## 地理
アメリカ合衆国国勢調査局に拠れば、郡域全面積は616.92平方マイル (1,597.8 km2)であり、このうち陸地503.23平方マイル (1,303.4 km2)、水域は113.69平方マイル (294.5 km2)で水域率は18.43%である。

### バス輸送
ゴーライン（元インディアンリバー交通）がインディアンリバー郡の主要公共輸送手段である。この企画は自動車の代替手段として1994年に導入された。2000年代半ば、人口が増えてきたためにベアフット湾からベロビーチ市の南端まで幾つかの定期路線を計画してきた。2006年、トレジャー海岸を通る経路で多くの停留所を導入した。2010年までに14停留所ができ、さらに3、4か所が計画されている。このバスの料金は無料であるが、寄付が奨励されている。ウィークデイの午前8時から午後5時まで、土曜日は午前9時から午後3時まで運行されている。幾つかの経路では時間延長もある。

#### 鉄道
ベロビーチ市にアムトラックの停車駅を設ける計画がある。メルボルンとフォートピアースにも駅の構想があり、スペース海岸とトレジャー海岸を郡内と結ぶ計画である。

### 隣接する郡
- ブレバード郡 - 北
- セントルーシー郡 - 南
- オキーチョビー郡 - 南西
- オセオラ郡 - 西

### 国立保護地域
- アーチーカー国立野生生物保護区（部分）
- ペリカン島国立野生生物保護区

## 人口動態
以下は2000年国勢調査による人口統計データである。
| 基礎データ - 人口: 112,947人 - 世帯数: 49,137 世帯 - 家族数: 32,725 家族 - 人口密度: 87人/km2（224人/mi2） - 住居数: 57,902軒 - 住居密度: 44軒/km2（115軒/mi2） 人種別人口構成 - 白人: 87.43% - アフリカン・アメリカン: 8.19% - ネイティブ・アメリカン: 0.25% - アジア人: 0.74% - 太平洋諸島系: 0.03% - その他の人種: 2.15% - 混血: 1.21% - ヒスパニック・ラテン系: 6.53% 年齢別人口構成 - 18歳未満: 19.2% - 18-24歳: 6.0% - 25-44歳: 22.3% - 45-64歳: 23.3% - 65歳以上: 29.2% - 年齢の中央値: 47歳 - 性比（女性100人あたり男性の人口） - 総人口: 93.7 - 18歳以上: 90.8 | 世帯と家族（対世帯数） - 18歳未満の子供がいる: 21.7% - 結婚・同居している夫婦: 54.5% - 未婚・離婚・死別女性が世帯主: 8.9% - 非家族世帯: 33.4% - 単身世帯: 28.2% - 65歳以上の老人1人暮らし: 16.1% - 平均構成人数 - 世帯: 2.25人 - 家族: 2.72人 収入と家計 - 収入の中央値 - 世帯: 39,635米ドル - 家族: 46,385米ドル - 性別 - 男性: 30,870米ドル - 女性: 23,379米ドル - 人口1人あたり収入: 27,227米ドル - 貧困線以下 - 対人口: 9.3% - 対家族数: 6.3% - 18歳未満: 13.6% - 65歳以上: 5.7% |

## 都市と町

### 法人化自治体

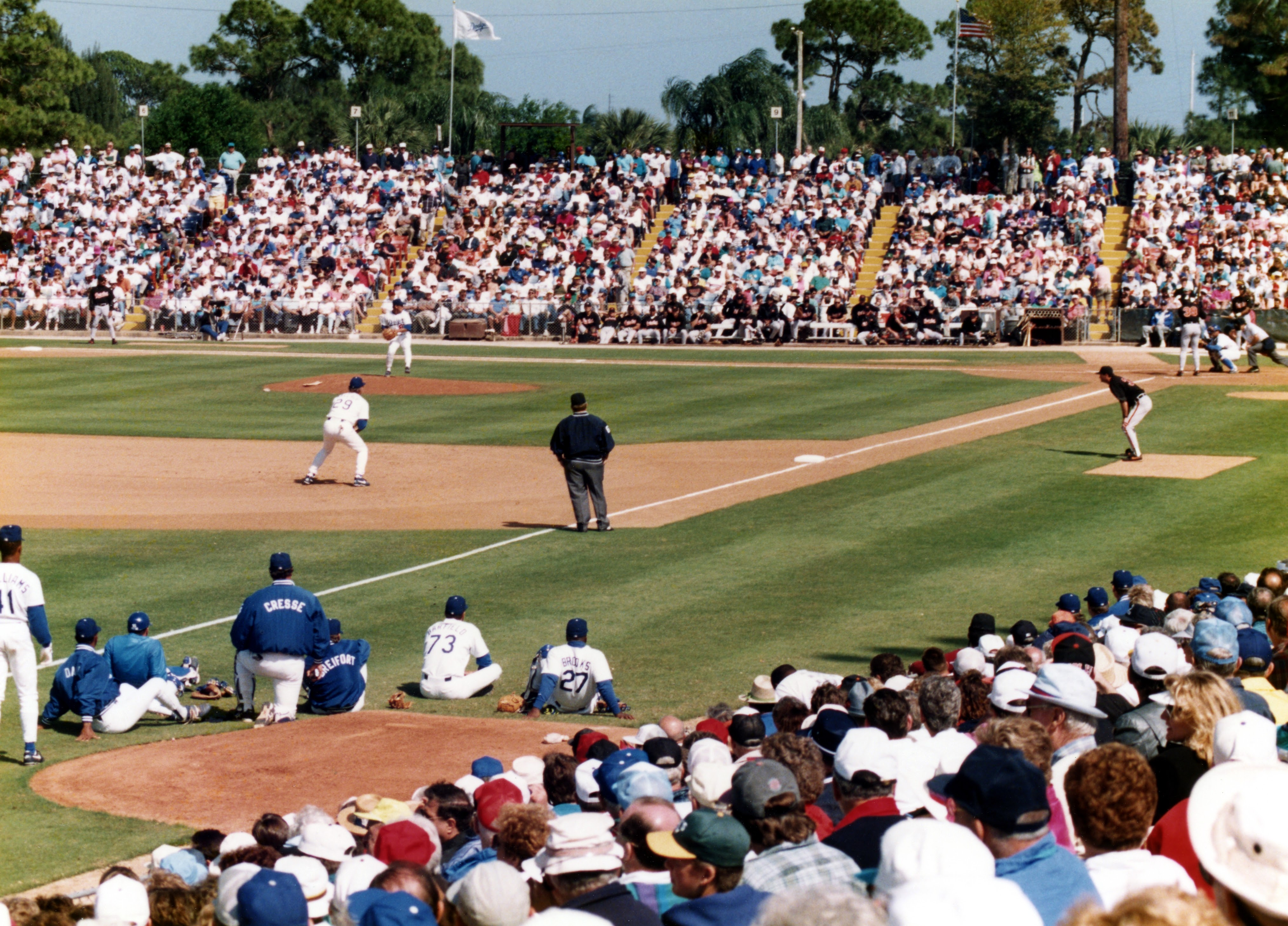
ベロビーチ

1. フェルズミア市
2. インディアンリバーショアーズ町
3. オーキッド町
4. セバスチャン市
5. ベロビーチ市 - 郡庁所在地

### 未編入地域
| - ブルーサイプレスビレッジ - カミングス - フロリダリッジ - ギフォード - ネビンス - ノースビーチ | - オスロ - リオマー - ローズランド - ロイヤルポインシアナパーク - サウスビーチ - ベロビーチサウス | - ベロレイクエステイツ - ウォバッソ - ウォバッソビーチ - ウェストベロコリダー - ウィンタービーチ |

## 経済
郡内には航空機メーカーのパイパー・エアクラフトとベロシティ・エアクラフト、およびCVS物流センターがある。世界的に有名なインディアンリバー・シトラスもあり、地元で収穫した柑橘類を世界中に販売している。

## 政治
| 年     | 共和党 | 民主党 | その他 |
| ------ | ------ | ------ | ------ |
| 2008年 | 56.7%  | 42.0%  | 1.3%   |
| 2004年 | 60.2%  | 39.0%  | 0.8%   |
| 2000年 | 57.7%  | 39.8%  | 2.5%   |

## 教育
インディアンリバー郡の公共教育はインディアンリバー郡教育学区が管轄している。この学区を5人の委員からなる教育委員会が管理している。私立学校もグレンデール・クリスチャン学校など8校がある。

### 高等教育機関
- バリー大学 ベロビーチ・キャンパス
- フロリダ工科大学
- インディアンリバー州立カレッジ ミューラーセンター
- インディアンリバー州立カレッジ セバスチャン・キャンパス
- フロリダ大学

### 図書館
- インディアンリバー郡図書館本館、ベロビーチ市
- 北インディアンリバー郡図書館、セバスチャン市
- ブラケット図書館、インディアンリバー州立カレッジ ミューラー・キャンパス内

### 政府関連
- Board of County Commissioners
  - Indian River County Board of County Commissioners

- Constitutional Officers
  - Indian River County Clerk
  - Indian River County Supervisor of Elections
  - Indian River County Property Appraiser
  - Indian River County Sheriff
  - Indian River County Tax Collector

### 特殊地区
- School District
  - Indian River County School District
- Multi-county Districts
  - Indian River State College
  - St. Johns River Water Management District
  - Treasure Coast Regional Planning Council

### 司法関連
- Indian River County Clerk of Courts
- Public Defender, 19th Judicial Circuit of Florida * State Attorney, 19th Judicial Circuit of Florida
- Circuit and County Courts for the 19th Judicial Circuit of Florida

### その他
- Pelican Island National Wildlife Refuge | Ramsar

座標: 北緯27度42分 西経80度35分 / 北緯27.70度 西経80.58度